# Мирний (Люберецький міський округ)
Ми́рний (рос. Мирный) — селище у складі Люберецького міського округу Московської області, Росія.

## Населення
Населення — 99 осіб (2010; 302 у 2002).
Національний склад (станом на 2002 рік):
- росіяни — 95 %